# 高慧民謀殺案
高慧民（英語︰Michelle Alyssa Go，1981年12月29日 – 2022年1月15日）是一名40歲的美國華僑，她被馬夏爾·西蒙（英語︰Martial Simon）被推下鐵路遭列車輾斃，他隨後被捕並被指控犯有二級謀殺罪。

## 生平
高慧民於1981年12月29日在美國加利福尼亞州伯克利出生並成長，1994年入讀弗里蒙特的美國高中，1998 年畢業後就讀加利福尼亞大學洛杉磯分校經濟學系，並於2002年獲得經濟學士學位。2010年，她獲得紐約大學斯特恩商學院工商管理碩士學位，其後在全球四大會計師事務所之一的勤業（Deloitte）擔任資深經理。她還長年在紐約青少年聯盟（New York Junior League）擔任義工，工作了十多年，幫助年長者、流浪漢、移民與遭逢困難的學生和家庭。紐約青少年聯盟在她死後發表了一份聲明表示悼念。

## 襲擊
2022年1月15日，高慧民在時代廣場第42街站等待 R線列車時，被61歲的非裔美國人馬夏爾·西蒙從後推到鐵軌，然後被迎面而來的列車輾斃。

## 事後
馬夏爾·西蒙其後向警方自首，他被控犯有二級謀殺罪。由於在美國各地針對亞裔暴力的案例近來急增，她的死因而受到多方的關注。 在舊金山灣區和紐約市有組織舉辦了守夜活動，數百名哀悼者參加。

## 另見
- 李伊謀殺案
- 馬耀潘謀殺案
- 維查·拉達納巴迪謀殺案
- 穆罕默德·安瓦爾謀殺案
- 美國少數族裔間的種族歧視

## 引用文獻
1. 1 2  TVBS新聞網. . 香港01. 2022-01-17  [2022-02-22]. （原始内容存档于2022-04-22） （中文（香港））.
2. ↑  Funk, Luke. . FOX 5 NY. January 19, 2022  [January 22, 2022]. （原始内容存档于2022-01-22） （美国英语）.
3. ↑  Sanchez, Ray. . CNN.   [January 19, 2022]. （原始内容存档于2022-01-19）.
4. ↑  Sanchez, Ray. . CNN.   [January 19, 2022]. （原始内容存档于2022-01-19）.
5. ↑  Ardrey, Taylor. . Insider.   [January 22, 2022]. （原始内容存档于2024-05-24） （美国英语）.
6. ↑  Sanchez, Ray. . CNN.   [January 19, 2022]. （原始内容存档于2022-01-19）.
7. ↑  Sanchez, Ray. . CNN.   [January 19, 2022]. （原始内容存档于2022-01-19）.
8. ↑  .   [January 22, 2022]. （原始内容存档于2022-01-22） （美国英语）.
9. ↑  . The Independent. January 18, 2022  [January 22, 2022]. （原始内容存档于2022-01-22） （英语）.
10. ↑  . The New York Times. January 19, 2022  [January 19, 2022]. （原始内容存档于2022-01-19）.
11. ↑  . The Independent. January 16, 2022  [January 22, 2022]. （原始内容存档于2022-01-22） （英语）.
12. ↑  . The Mercury News. January 19, 2022  [January 22, 2022]. （原始内容存档于2022-01-22） （美国英语）.